# No Substitutions: Live in Osaka
No Substitutions: Live in Osaka je album v živo Larryja Carltona in Steva Lukatherja, ki je izšel leta 2001 pri založbi Favored Nations. Album je leta 2002 prejel Grammyja za najboljši instrumentalni pop album.

## Seznam skladb
| Št. | Naslov                                  | Dolžina |
| --- | --------------------------------------- | ------- |
| 1.  | „The Pump‟ (Tony Hymas, Simon Phillips) | 14:28   |
| 2.  | „Don't Give It Up‟ (Larry Carlton)      | 6:38    |
| 3.  | „(It Was) Only Yesterday‟ (Carlton)     | 12:09   |
| 4.  | „All Blues‟ (Miles Davis)               | 14:06   |
| 5.  | „Room 335‟ (Carlton)                    | 5:06    |

## Zasedba
- Gregg Bissonette – bobni
- Larry Carlton – kitara
- Rick Jackson – klaviature
- Chris Kent – bas
- Steve Lukather – kitara